# Paola Pitagora
Paola Pitagora, vlastním jménem Paola Gargaloni (* 24. srpna 1941 Parma) je italská herečka. Vystudovala Centro Sperimentale di Cinematografia, v roce 1959 natočila svůj první film Costa Azzurra. Moderovala televizní estrády, hrála v římském divadle Teatro Sistina (v muzikálu Ciao Rudy byl jejím partnerem Marcello Mastroianni), vydala pěvecké album a vyhrála soutěž autorů dětských písní Zecchino d'Oro. Hlavní ženské role ztvárnila ve filmech Barabáš (režie Richard Fleischer, 1962), Pěsti v kapsách (režie Marco Bellocchio, 1965) a Nevím o ní nic (režie Luigi Comencini, 1969). Za Pěsti v kapsách byla nominována na cenu Národní společnosti filmových kritiků a za Nevím o ní nic obdržela Nastro d'Argento za nejlepší ženský herecký výkon roku. Účinkovala rovněž v úspěšných seriálech televize Rai Snoubenci, A jako Andromeda a Okouzlení. Vydala román Fiato d'artista, v roce 2005 jí byla udělena cena Premio Alghero Donna. Její dcera Evita Ciri je rovněž herečkou.